# Cerkiew Świętych Piotra i Pawła w Severinie
Cerkiew Świętych Apostołów Piotra i Pawła – prawosławna cerkiew w Severinie, w metropolii zagrzebsko-lublańskiej Serbskiego Kościoła Prawosławnego.
Cerkiew została wzniesiona w 1770. W okresie Niepodległego Państwa Chorwackiego została odebrana Serbskiemu Kościołowi Prawosławnemu i przekazana parafii katolickiej obrządku wschodniego. W świątyni pierwotnie znajdował się ikonostas autorstwa Joakima Markovicia. Z pierwotnego wyposażenia obiektu przetrwała jedynie ikona Świętych Apostołów. Cerkiew była odnawiana w latach 2005–2006. Nabożeństwa odprawiane są w niej okazjonalnie, trwa remont dachu oraz wysuszanie budynku.